# Nadir Belhadj
Nadir Belhadj (arabisch نذير بلحاج, DMG Naḏīr Bilḥāǧ; * 18. Juni 1982 in Saint-Claude) ist ein algerisch-französischer ehemaliger Fußballspieler. Er spielte auf der Position des Außenverteidigers.

## Karriere
Verein
Belhadj begann seine Profikarriere beim RC Lens, wo er jedoch nur im Reserveteam zum Einsatz kam. Bis zu seinem Weggang 2003 bestritt er kein einziges Spiel für die A-Mannschaft. 2002 verlieh man ihn zunächst an den Zweitligisten FC Gueugnon, wo er zum Stammspieler avancierte. Nach dem Ende des Leihgeschäftes im Sommer 2003 kaufte Gueugnon den Spieler. Er spielte jedoch nur eine Saison bei den Gelben, ehe er 2004 von CS Sedan gekauft wurde. Mit den Sangliers schaffte er 2006 den Aufstieg in die Ligue 1. Dort machte er sich mit guten Leistungen bemerkbar und wurde bereits im Januar 2007 vom damaligen Meister Olympique Lyon verpflichtet. Doch anstatt ihn direkt im eigenen Team einzusetzen, verlieh man ihn für das nächste Halbjahr zurück an Sedan. Mit seinem 100. Spiel am 26. Mai 2007 (0:1 gegen Olympique Marseille) verabschiedete er sich aus Sedan und wechselte zum alten und neuen Meister nach Lyon.
Bereits nach einem halben Jahr verließ er Lyon wieder und schloss sich RC Lens an und landete mit dem Klub am Saisonende auf einem Abstiegsplatz. Im September 2008 wurde er für fünf Monate nach Portsmouth ausgeliehen und überzeugte dort, so dass er 4,5 Millionen Euro fest verpflichtet wurde. Mit Portsmouth spielte er im UEFA-Pokal 2008/09, schied jedoch bereits in der Gruppenphase aus. 2010 stieg der südenglische Klub, der inzwischen einen Insolvenzantrag gestellt hatte, aus der Premier League ab. Mit dem Erreichen des FA-Cup-Finales gegen den FC Chelsea, das mit 0:1 verloren ging, konnte trotzdem ein Erfolg verzeichnet werden. Zur Saison 2010/11 wechselte Belhadj zu Al-Sadd in die Qatar Stars League. 2016/17 wechselte er für eine Saison zu CS Sedan, kehrte aber dann nach Katar zu Al-Sailiya zurück. Nach vier Jahren bei Al-Sailiya, kehrte er 2021 erneut kurzzeitig zu Sedan zurück, bevor er einen Vertrag bei Muaither SC in der zweiten Liga Katars unterschrieb.
Nationalmannschaft
Auf internationaler Ebene bestritt Nadir Belhadj, der bei den Junioren für Frankreich antrat, sein erstes A-Länderspiel für Algerien am 28. April 2004 gegen China. Bei der Afrikameisterschaft 2010 wurde er wegen einer Tätlichkeit gegen einen ägyptischen Spieler des Feldes verwiesen und gesperrt. Im Sommer desselben Jahres war er in Algeriens Kader für die Weltmeisterschaft in Südafrika. Beim Vorrunden-Aus bestritt er die Spiele gegen England und Slowenien.

## Titel und Erfolge
Verein
- Französischer Meister: 2008
- AFC-Champions-League-Sieger: 2011
- Katarischer Meister: 2013
- Katarischer Pokalsieger: 2014, 2015

Persönlich
- Katarischer Spieler der Saison: 2013/14